# Kasteel Nagelmackers

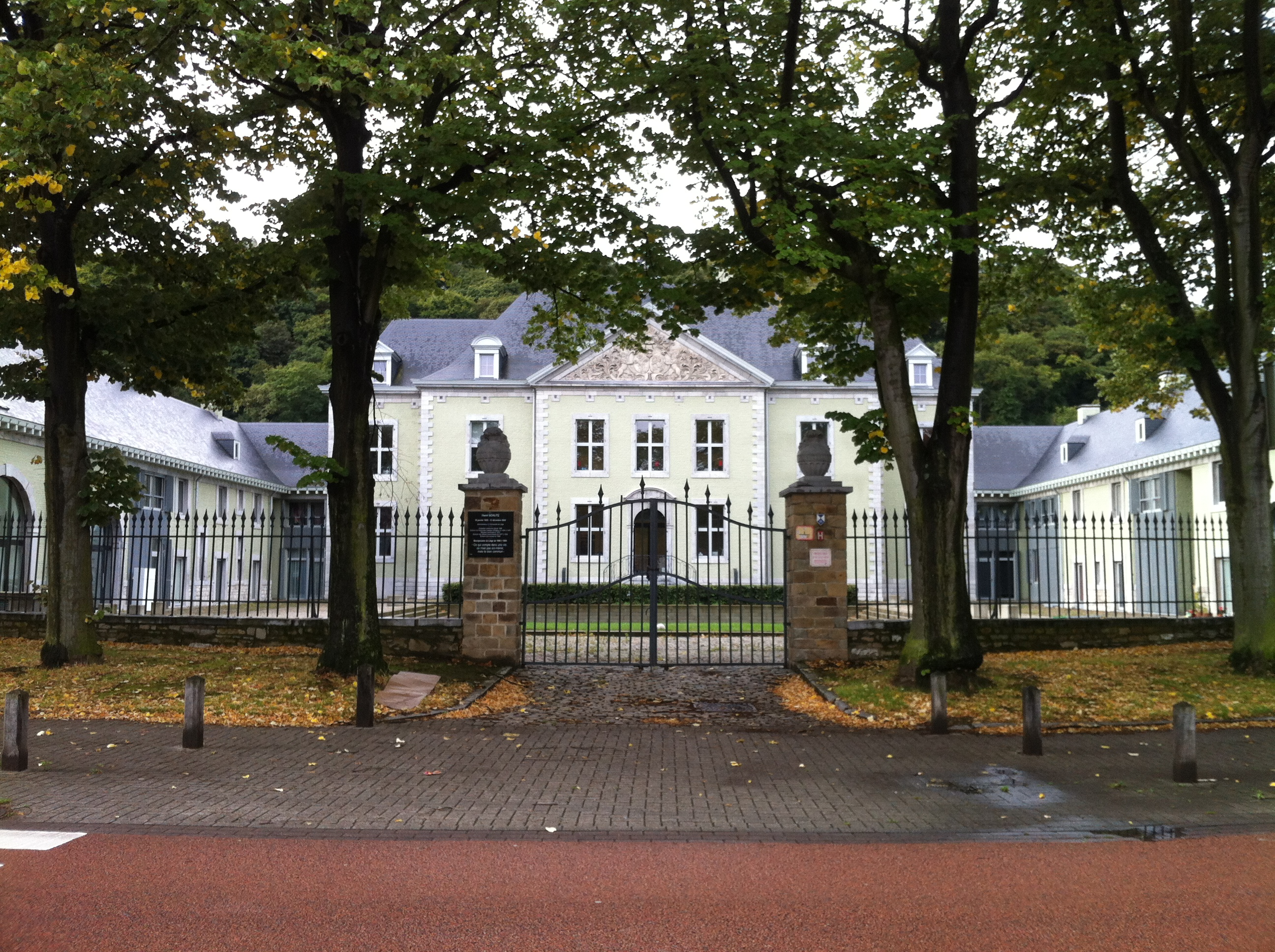
Kasteel Nagelmackers

Kasteel Nagelmackers is een kasteel in Luik uit de 18de eeuw, gelegen in de wijk Angleur.

## Geschiedenis
Gérard-Assuère Louis, heer van Angleur, baron van Horion en broer van de toekomstige prins-bisschop van Luik Franciscus Karel van Velbrück bouwde het kasteel rond 1720.
Overgenomen door de familie de Thier vóór 1738, zal het gebouw overgaan in de handen van de familie Nagelmackers, een Luikse familie van zakenlieden en bankiers die zijn naam gaf aan het kasteel. Deze familie bewoonde het kasteel vanaf 1814 tot kort na de Eerste Wereldoorlog. Daarna werd hij eigendom van Antwerps vastgoed bedrijf en nadien vanaf 1930 van Ulrich Fraipont. De stad kocht het kasteel in 1939. Het kasteel fungeert als het gemeentehuis van Angleur van 1944 tot 1951 tijdens de reconstructie van het kasteel van Péralta. Het werd in verworven 1995 door een persoon die wilde renoveren, maar overweldigd door de omvang en de kosten van de werkzaamheden verkoopt de eigenaar in 2005 het kasteel aan Spi + en Logis social de Liège.

## Renovatie
Tussen 2009 en 2010 wordt het kasteel gerenoveerd: het hoofdgebouw voor Spi + om bedrijven te ontvangen en in de bijgebouwen om de sociale huisvesting corporatie te vestigen. De kostprijs van de werken bedraagt € 3.300.000. Tijdens deze renovatie verliest het gebouw zijn bloedrode kleur van de 18de eeuw.